# Luis Capurro
Luis Enrique Capurro Bautista (Esmeraldas, 1 mei 1961) is een voormalig profvoetballer uit Ecuador, die gedurende zijn actieve loopbaan speelde als rechtervleugelverdediger.

## Clubcarrière
Capurro begon zijn carrière bij Patria de Esmeraldas in Ecuador. Daarna speelde hij voor Barcelona SC, Club Sport Emelec, Patria de Guayaquil, Milagro Sport, Filanbanco, LDU Quito, Cerro Porteño (Paraguay) en Racing Club (Argentinië). Capurro won tweemaal de nationale titel in Ecuador; in 1994 met Emelec en in 1997 met Barcelona SC. Hij beëindigde zijn loopbaan in 2003.

## Interlandcarrière
Capurro speelde in totaal exact honderd interlands voor Ecuador. Hij maakte zijn debuut op 6 februari 1985 in een vriendschappelijke wedstrijd in Guayaquil tegen het toenmalige Oost-Duitsland, dat met 3-2 verloren werd. Capurro speelde zijn honderdste en laatste interland op 9 februari 2003 tegen Estland (1-0). Hij maakte slechts één doelpunt in zijn interlandcarrière; dat was op 14 juni 1997 in het met 2-0 gewonnen Copa América-duel tegen Paraguay in Cochabamba. Capurro speelde in zes opeenvolgende Copa América's voor zijn vaderland: 1987, 1989, 1991, 1993, 1995 en 1997.
| Interlands van Luis Enrique Capurro voor Ecuador | Interlands van Luis Enrique Capurro voor Ecuador | Interlands van Luis Enrique Capurro voor Ecuador | Interlands van Luis Enrique Capurro voor Ecuador | Interlands van Luis Enrique Capurro voor Ecuador | Interlands van Luis Enrique Capurro voor Ecuador |
| №                                                | Datum                                            | Stad                                             | Tegenstander                                     | Uitslag                                          | Competitie                                       |
| ------------------------------------------------ | ------------------------------------------------ | ------------------------------------------------ | ------------------------------------------------ | ------------------------------------------------ | ------------------------------------------------ |
| 1                                                | 6 februari 1985                                  | Guayaquil                                        | Duitse Democratische Republiek                   | 2 – 3                                            | Vriendschappelijk                                |
| 2                                                | 10 februari 1985                                 | Quito                                            | Duitse Democratische Republiek                   | 3 – 2                                            | Vriendschappelijk                                |
| 3                                                | 17 februari 1985                                 | Ambato                                           | Finland                                          | 3 – 1                                            | Vriendschappelijk                                |
| 4                                                | 21 maart 1985                                    | Lima                                             | Peru                                             | 0 – 1                                            | Vriendschappelijk                                |
| 5                                                | 31 maart 1985                                    | Quito                                            | Uruguay                                          | 0 – 2                                            | WK-kwalificatie                                  |
| 6                                                | 11 juni 1987                                     | Medellín                                         | Colombia                                         | 0 – 1                                            | Vriendschappelijk                                |
| 7                                                | 14 juni 1987                                     | Guayaquil                                        | Colombia                                         | 3 – 0                                            | Vriendschappelijk                                |
| 8                                                | 19 juni 1987                                     | Montevideo                                       | Uruguay                                          | 1 – 2                                            | Vriendschappelijk                                |
| 9                                                | 21 juni 1987                                     | Florianópolis                                    | Brazilië                                         | 1 – 4                                            | Vriendschappelijk                                |
| 10                                               | 2 juli 1987                                      | Buenos Aires                                     | Argentinië                                       | 0 – 3                                            | Copa América                                     |
| 11                                               | 4 juli 1987                                      | Buenos Aires                                     | Peru                                             | 1 – 1                                            | Copa América                                     |
| 12                                               | 7 juni 1988                                      | Albuquerque                                      | Verenigde Staten                                 | 1 – 0                                            | Vriendschappelijk                                |
| 13                                               | 10 juni 1988                                     | Houston                                          | Verenigde Staten                                 | 2 – 0                                            | Vriendschappelijk                                |
| 14                                               | 12 juni 1988                                     | Fort Worth                                       | Verenigde Staten                                 | 0 – 0                                            | Vriendschappelijk                                |
| 15                                               | 15 juni 1988                                     | San Pedro Sula                                   | Honduras                                         | 1 – 1                                            | Vriendschappelijk                                |
| 16                                               | 17 juni 1988                                     | Tegucigalpa                                      | Honduras                                         | 1 – 0                                            | Vriendschappelijk                                |
| 17                                               | 7 september 1988                                 | Guayaquil                                        | Paraguay                                         | 1 – 5                                            | Vriendschappelijk                                |
| 18                                               | 13 september 1988                                | La Serena                                        | Chili                                            | 1 – 3                                            | Vriendschappelijk                                |
| 19                                               | 27 september 1988                                | Asunción                                         | Uruguay                                          | 1 – 2                                            | Copa Boquerón                                    |
| 20                                               | 29 januari 1989                                  | Guayaquil                                        | Chili                                            | 1 – 0                                            | Vriendschappelijk                                |
| 21                                               | 15 maart 1989                                    | Cuiabá                                           | Brazilië                                         | 0 – 1                                            | Vriendschappelijk                                |
| 22                                               | 13 april 1989                                    | Guayaquil                                        | Argentinië                                       | 2 – 2                                            | Vriendschappelijk                                |
| 23                                               | 3 mei 1989                                       | Montevideo                                       | Uruguay                                          | 1 – 3                                            | Vriendschappelijk                                |
| 24                                               | 23 mei 1989                                      | Quito                                            | Uruguay                                          | 1 – 1                                            | Vriendschappelijk                                |
| 25                                               | 20 juni 1989                                     | Puerto España                                    | Peru                                             | 1 – 2                                            | Vriendschappelijk                                |
| 26                                               | 2 juli 1989                                      | Goiânia                                          | Uruguay                                          | 1 – 0                                            | Copa América                                     |
| 27                                               | 4 juli 1989                                      | Goiânia                                          | Argentinië                                       | 0 – 0                                            | Copa América                                     |
| 28                                               | 10 juli 1989                                     | Goiânia                                          | Chili                                            | 1 – 2                                            | Copa América                                     |
| 29                                               | 20 augustus 1989                                 | Barranquilla                                     | Colombia                                         | 0 – 2                                            | WK-kwalificatie                                  |
| 30                                               | 3 september 1989                                 | Guayaquil                                        | Colombia                                         | 0 – 0                                            | WK-kwalificatie                                  |
| 31                                               | 10 september 1989                                | Asunción                                         | Paraguay                                         | 1 – 2                                            | WK-kwalificatie                                  |
| 32                                               | 24 september 1989                                | Guayaquil                                        | Paraguay                                         | 3 – 1                                            | WK-kwalificatie                                  |
| 33                                               | 6 juni 1991                                      | Lima                                             | Peru                                             | 1 – 0                                            | Vriendschappelijk                                |
| 34                                               | 19 juni 1991                                     | Guayaquil                                        | Chili                                            | 2 – 1                                            | Vriendschappelijk                                |
| 35                                               | 25 juni 1991                                     | Guayaquil                                        | Peru                                             | 2 – 2                                            | Vriendschappelijk                                |
| 36                                               | 30 juni 1991                                     | Santiago                                         | Chili                                            | 1 – 3                                            | Vriendschappelijk                                |
| 37                                               | 7 juli 1991                                      | Valparaiso                                       | Colombia                                         | 0 – 1                                            | Copa América                                     |
| 38                                               | 9 juli 1991                                      | Viña del Mar                                     | Uruguay                                          | 1 – 1                                            | Copa América                                     |
| 39                                               | 13 juli 1991                                     | Viña del Mar                                     | Bolivia                                          | 4 – 0                                            | Copa América                                     |
| 40                                               | 15 juli 1991                                     | Viña del Mar                                     | Brazilië                                         | 1 – 3                                            | Copa América                                     |
| 41                                               | 24 mei 1992                                      | Guatemala                                        | Guatemala                                        | 1 – 1                                            | Vriendschappelijk                                |
| 42                                               | 27 mei 1992                                      | San José                                         | Costa Rica                                       | 1 – 2                                            | Vriendschappelijk                                |
| 43                                               | 4 juli 1992                                      | Montevideo                                       | Uruguay                                          | 1 – 3                                            | Vriendschappelijk                                |
| 44                                               | 6 augustus 1992                                  | Guayaquil                                        | Costa Rica                                       | 1 – 1                                            | Vriendschappelijk                                |
| 45                                               | 24 november 1992                                 | Lima                                             | Peru                                             | 1 – 1                                            | Vriendschappelijk                                |
| 46                                               | 30 mei 1993                                      | Quito                                            | Peru                                             | 1 – 0                                            | Vriendschappelijk                                |
| 47                                               | 9 juni 1993                                      | Quito                                            | Chili                                            | 1 – 2                                            | Vriendschappelijk                                |
| 48                                               | 15 juni 1993                                     | Quito                                            | Venezuela                                        | 6 – 1                                            | Copa América                                     |
| 49                                               | 19 juni 1993                                     | Quito                                            | Verenigde Staten                                 | 2 – 0                                            | Copa América                                     |
| 50                                               | 22 juni 1993                                     | Quito                                            | Uruguay                                          | 2 – 1                                            | Copa América                                     |
| 51                                               | 26 juni 1993                                     | Quito                                            | Paraguay                                         | 3 – 0                                            | Copa América                                     |
| 52                                               | 30 juni 1993                                     | Quito                                            | Mexico                                           | 0 – 2                                            | Copa América                                     |
| 53                                               | 3 juli 1993                                      | Portoviejo                                       | Colombia                                         | 0 – 1                                            | Copa América                                     |
| 54                                               | 18 juli 1993                                     | Guayaquil                                        | Brazilië                                         | 0 – 0                                            | WK-kwalificatie                                  |
| 55                                               | 1 augustus 1993                                  | Montevideo                                       | Uruguay                                          | 0 – 0                                            | WK-kwalificatie                                  |
| 56                                               | 8 augustus 1993                                  | Quito                                            | Venezuela                                        | 5 – 0                                            | WK-kwalificatie                                  |
| 57                                               | 15 augustus 1993                                 | La Paz                                           | Bolivia                                          | 0 – 1                                            | WK-kwalificatie                                  |
| 58                                               | 22 augustus 1993                                 | São Paulo                                        | Brazilië                                         | 0 – 2                                            | WK-kwalificatie                                  |
| 59                                               | 5 september 1993                                 | Guayaquil                                        | Uruguay                                          | 0 – 1                                            | WK-kwalificatie                                  |
| 60                                               | 12 september 1993                                | Puerto Ordaz                                     | Venezuela                                        | 1 – 2                                            | WK-kwalificatie                                  |
| 61                                               | 19 september 1993                                | Guayaquil                                        | Bolivia                                          | 1 – 1                                            | WK-kwalificatie                                  |
| 62                                               | 25 mei 1994                                      | Guayaquil                                        | Argentinië                                       | 1 – 0                                            | Vriendschappelijk                                |
| 63                                               | 5 juni 1994                                      | Boston                                           | Zuid-Korea                                       | 2 – 1                                            | Vriendschappelijk                                |
| 64                                               | 17 augustus 1994                                 | Lima                                             | Peru                                             | 0 – 2                                            | Vriendschappelijk                                |
| 65                                               | 21 september 1994                                | Machala                                          | Peru                                             | 0 – 0                                            | Vriendschappelijk                                |
| 66                                               | 24 mei 1995                                      | Toyama                                           | Schotland                                        | 1 – 2                                            | Kirin Cup                                        |
| 67                                               | 28 mei 1995                                      | Tokyo                                            | Japan                                            | 0 – 3                                            | Kirin Cup                                        |
| 68                                               | 4 juni 1995                                      | Changwon                                         | Zambia                                           | 4 – 1                                            | Korea Cup                                        |
| 69                                               | 10 juni 1995                                     | Seoul                                            | Costa Rica                                       | 2 – 1                                            | Korea Cup                                        |
| 70                                               | 12 juni 1995                                     | Changwon                                         | Zambia                                           | 1 – 0                                            | Korea Cup                                        |
| 71                                               | 30 juni 1995                                     | Asunción                                         | Paraguay                                         | 0 – 1                                            | Vriendschappelijk                                |
| 72                                               | 7 juli 1995                                      | Rivera                                           | Brazilië                                         | 0 – 1                                            | Copa América                                     |
| 73                                               | 10 juli 1995                                     | Rivera                                           | Colombia                                         | 0 – 1                                            | Copa América                                     |
| 74                                               | 13 juli 1995                                     | Rivera                                           | Peru                                             | 2 – 1                                            | Copa América                                     |
| 75                                               | 24 april 1996                                    | Guayaquil                                        | Peru                                             | 4 – 1                                            | WK-kwalificatie                                  |
| 76                                               | 2 juni 1996                                      | Quito                                            | Argentinië                                       | 2 – 0                                            | WK-kwalificatie                                  |
| 77                                               | 30 juni 1996                                     | Portoviejo                                       | Armenië                                          | 3 – 0                                            | Vriendschappelijk                                |
| 78                                               | 6 juli 1996                                      | Santiago                                         | Chili                                            | 1 – 4                                            | WK-kwalificatie                                  |
| 79                                               | 16 augustus 1996                                 | Cuenca                                           | Costa Rica                                       | 1 – 1                                            | Vriendschappelijk                                |
| 80                                               | 1 september 1996                                 | Quito                                            | Venezuela                                        | 1 – 0                                            | WK-kwalificatie                                  |
| 81                                               | 9 oktober 1996                                   | Quito                                            | Colombia                                         | 0 – 1                                            | WK-kwalificatie                                  |
| 82                                               | 5 februari 1997                                  | Mexico-Stad                                      | Mexico                                           | 1 – 3                                            | Vriendschappelijk                                |
| 83                                               | 12 februari 1997                                 | Quito                                            | Uruguay                                          | 4 – 0                                            | WK-kwalificatie                                  |
| 84                                               | 25 maart 1997                                    | Guatemala-Stad                                   | Guatemala                                        | 0 – 0                                            | Vriendschappelijk                                |
| 85                                               | 2 april 1997                                     | Lima                                             | Peru                                             | 1 – 1                                            | WK-kwalificatie                                  |
| 86                                               | 11 juni 1997                                     | Cochabamba                                       | Argentinië                                       | 0 – 0                                            | Copa América                                     |
| 87                                               | 14 juni 1997                                     | Cochabamba                                       | Paraguay                                         | 2 – 0                                            | Copa América                                     |
| 88                                               | 17 juni 1997                                     | Cochabamba                                       | Chili                                            | 2 – 1                                            | Copa América                                     |
| 89                                               | 22 juni 1997                                     | Cochabamba                                       | Mexico                                           | 1 – 1                                            | Copa América                                     |
| 90                                               | 20 juli 1997                                     | Barranquilla                                     | Colombia                                         | 0 – 1                                            | WK-kwalificatie                                  |
| 91                                               | 7 augustus 1997                                  | Baltimore                                        | Verenigde Staten                                 | 1 – 0                                            | Vriendschappelijk                                |
| 92                                               | 20 augustus 1997                                 | Quito                                            | Paraguay                                         | 2 – 1                                            | WK-kwalificatie                                  |
| 93                                               | 12 oktober 1997                                  | Guayaquil                                        | Bolivia                                          | 1 – 0                                            | WK-kwalificatie                                  |
| 94                                               | 26 april 2000                                    | São Paulo                                        | Brazilië                                         | 2 – 3                                            | WK-kwalificatie                                  |
| 95                                               | 3 juni 2000                                      | Asunción                                         | Paraguay                                         | 1 – 3                                            | WK-kwalificatie                                  |
| 96                                               | 3 september 2000                                 | Montevideo                                       | Uruguay                                          | 0 – 4                                            | WK-kwalificatie                                  |
| 97                                               | 12 januari 2002                                  | Guayaquil                                        | Guatemala                                        | 1 – 0                                            | Vriendschappelijk                                |
| 98                                               | 16 oktober 2002                                  | San José                                         | Costa Rica                                       | 1 – 1                                            | Vriendschappelijk                                |
| 99                                               | 20 oktober 2002                                  | Caracas                                          | Venezuela                                        | 0 – 2                                            | Vriendschappelijk                                |
| 100                                              | 9 februari 2003                                  | Guayaquil                                        | Estland                                          | 1 – 0                                            | Vriendschappelijk                                |

## Erelijst
Emelec
- Campeonato Ecuatoriano

1993, 1994
 Barcelona SC
- Campeonato Ecuatoriano

1997
 LDU Quito
- Campeonato Ecuatoriano

1998, 1999